# 김명국 (군인)
김명국(金明國, 1940년 ~ 2016년 11월 28일)은 조선민주주의인민공화국의 정치인이다. 인민군 대장으로 총창모부 작전국장으로 있으며, 조선로동당 중앙위원회 위원이다.

## 경력
1940년 일제강점기에 태어났다. 김일성군사종합대학을 졸업했으며, 1989년 6월에 조선인민군 중장으로 당 중앙위 후보위원에 올랐으며 1990년에 최고인민회의 제9기 대의원에 선임되었다. 1992년과 1994년에 인민군 상장과 대장으로 승진하였으며 1994년 김일성이 사망했을 당시 국가장의위원회 위원을 맡았다.
1995년 당 중앙군사위 위원을 거쳐 1997년 5군단장에 임명되었고, 1998년에는 108기계화군단장을 올랐다. 현재는 2007년 4월 이후, 총참모부 작전국장으로 있다. 1998년 최고인민회의 제10기 대의원을 지냈으며, 현재 제12기 대의원으로 있다.
2010년 9월, 당 중앙군사위원회 위원과 조선로동당 중앙위원회 위원에 선임되었다. 2011년 11월 조명록의 사망 당시, 국가장의위원회 위원을 맡았다.
2016년 11월 28일 조선중앙통신사는 김명국이 사망하였다고 보도하였다.